# جاريد سكوت جيلمور
جاريد سكوت جيلمور (بالإنجليزية: Jared S. Gilmore)‏ ممثل أمريكي ولد في 30 مايو 2000 في سان دييغو، كاليفورنيا، الولايات المتحدة بدأ مشواره الفني عام 2008.

## روابط خارجية
- جاريد سكوت جيلمور على موقع IMDb (الإنجليزية)
- جاريد سكوت جيلمور على موقع روتن توميتوز (الإنجليزية)
- جاريد سكوت جيلمور على موقع ميوزك برينز (الإنجليزية)
- جاريد سكوت جيلمور على موقع أول موفي (الإنجليزية)
- جاريد سكوت جيلمور على موقع قاعدة بيانات الفيلم (الإنجليزية)